# Microchilus frontinoensis
Microchilus frontinoensis är en orkidéart som beskrevs av Paul Ormerod. Microchilus frontinoensis ingår i släktet Microchilus och familjen orkidéer. Inga underarter finns listade i Catalogue of Life.